# José Manuel Pagán Santamaría
José Manuel Pagán Santamaría (Lausana, Suïssa, 1949) és un pianista i compositor resident a Gelida (Alt Penedès).
Va estudiar als Conservatoris de Madrid i de Barcelona, i s'especialitzà en música contemporània.
Ha escrit música per a espectacles de dansa (companyia Roseland: Blau Marí, Flit, Flit, La casa per la finestra, El país sense nom...), per a l'obra Bogeries, de Tortell Poltrona, i per a diversos esdeveniments com ara el pavelló espanyol de l'Expo 92, la desena edició dels Premis Goya, o les cerimònies inaugurals del Primer Campionat Mundial d'Esports per a Invidents i dels Special Olimpics Barcelona 2000, entre d'altres.
En el camp del cinema, on va debutar amb la partitura per a Lola, de Bigas Luna, ha treballat amb diferents directors catalans, com ara Jordi Cadena (La senyora, 1987) o Rosa Vergés a Tic-Tac (1997), per la que va ser nominat al Goya. També és director de l'Orquestra de la Bona Sort

## Filmografia
- 1985: Lola, de Bigas Luna
- 1985: La Femme et le pantin, de Mario Camus, telefilm
- 1986: Angoixa, de Bigas Luna
- 1986: Un día volveré, de Francesc Betriu, telefilm
- 1987: La senyora, de Jordi Cadena
- 1987: Esa cosa con plumas, d'Oscar Ladoire
- 1993: Mal d'amors, de Carles Balagué
- 1994: Souvenir, de Rosa Vergés
- 1995: Nexe, de Jordi Cadena
- 1995: Assumpte intern, de Carles Balagué
- 1995: Dones i homes, d'Antoni Verdaguer, telefilm
- 1996: Pon un hombre en tu vida, d'Eva Lesmes
- 1996: En brazos de la mujer madura, de Manuel Lombardero
- 1997: Tic-Tac, de Rosa Vergés
- 1997: Amor de hombre, de Juan Luis Iborra i Yolanda García Serrano
- 1998: Dues dones, d'Enric Folch, telefim
- 2001: L'illa de l'holandès, de Sígfrid Monleón
- 2001: Dones, de Judith Colell
- 2002: Aro Tolbukhin. Dins la ment de l'assassí, d'Agustí Villaronga, Lydia Zimmermann i Isaac P. Racine
- 2010: Pa negre, d'Agustí Villaronga

## Música per a sèries de TV
- Kiu i els seus amics, de Bigas Luna, TV3
- Poltrona Express, de Ricard Reguant, TV3
- De moda, de diversos directors, TV2
- No sé bailar, de Juan Tébar, TV1
- Un día volveré, de Francesc Betriu, TV1
- Crònica, de Llorenç Soler
- La pesca, de Ferran Llagostera, autonòmiques
- La memòria dels Cargols, de Joan Lluís Bozzo, TV3
- Los océanos del hombre, de Juan Carlos Arbéx, autonòmiques